# Yli-Sangerjärvi
Yli-Sangerjärvi är en sjö i Gällivare kommun i Lappland och ingår i Kalixälvens huvudavrinningsområde.